# Alligator (album)
Alligator è il terzo album discografico in studio del gruppo statunitense indie rock dei The National, pubblicato nell'aprile 2005.

## Il disco
Si tratta della prima pubblicazione per la Beggars Banquet Records. Registrato e prodotto da Peter Katis con Paul Mahajan, l'album ha ricevuto un notevole impatto sia da parte della critica, che da parte del pubblico, contribuendo in maniera molto forte alla popolarità della stessa band.
Appare nelle classifiche dei migliori dischi dell'anno 2005 redatte da importanti siti e riviste come Uncut e Planet Sound (per entrambe al numero 2). Il portale di Pitchfork ha inserito l'album alla posizione #40 dei migliori album degli anni 2000.
Dall'album sono stati estratti tre singoli: Abel (marzo 2005, nei formati CD, 7" e digitale), Secret Meeting (agosto 2005, solo digitale) e Lit Up (novembre 2005, nei formati CD e digitale).

## Tracce
1. Secret Meeting – 3:44
2. Karen – 3:59
3. Lit Up – 2:55
4. Looking for Astronauts – 3:23
5. Daughters of the SoHo Riots – 3:59
6. Baby, We'll Be Fine – 3:21
7. Friend of Mine – 3:25
8. Val Jester – 3:00
9. All the Wine – 3:15
10. Abel – 3:37
11. The Geese of Beverly Road – 4:57
12. City Middle – 4:28
13. Mr. November – 3:57

## Formazione
Gruppo
- Matt Berninger - voce
- Aaron Dessner - basso, chitarra
- Bryan Devendorf - batteria, cori
- Scott Devendorf - chitarra, cori
- Bryce Dessner - chitarra, strumenti vari

Ospiti
- An-Lin Bardin - violoncello
- Carin Besser, Peter Katis - cori
- Rachael Elliot - fagotto
- Nick Lloyd - piano, organo, tastiere
- Nate Martinez - chitarra
- Padma Newsome - viola, violino, piano, organo
- Sara Phillips - clarinetto